# Caloptilia pterostoma
Caloptilia pterostoma là một loài bướm đêm thuộc họ Gracillariidae. Nó được tìm thấy ở Ấn Độ (Assam và Meghalaya).